# Mateja
Mateja je  žensko osebno ime.

## Izvor imena
Ime Mateja je ženska oblika imena Matej. Različici imena Tea in Teja sta lahko tudi skrajšani obliki iz imen Doroteja in Teodora.

## Različice imena
Matea, Matejka, Matheja, Tea, Teja, Tejka

## Pogostost imena
Po podatkih Statističnega urada Republike Slovenije je bilo na dan 31. decembra 2007 v Sloveniji število ženskih oseb z imenom Mateja: 10.518. Med vsemi ženskimi imeni pa je ime Mateja po pogostosti uporabe uvrščeno na 7. mesto.

## Osebni praznik
V koledarju je ime Mateja uvrščeno k imenu Matej; god praznuje 21. septembra.